# 鳳泉炭鉱駅
鳳泉炭鉱駅（ポンチョンタングァンえき、朝鮮語: 봉천탄광역）は、朝鮮民主主義人民共和国平安南道价川市にある駅で、鳳泉炭鉱線に属する。

## 隣の駅
鳳泉炭鉱線
鳳泉駅 - 鳳泉炭鉱駅